# Lysianassa plumosa
Lysianassa plumosa is een vlokreeftensoort uit de familie van de Lysianassidae. De wetenschappelijke naam van de soort is voor het eerst geldig gepubliceerd in 1871 door Boeck.